# Protestas en República Dominicana de 2020
Las protestas en República Dominicana de 2020, también denominadas como las «protestas de los jóvenes», comprenden una serie de congregaciones masivas, tanto en República Dominicana como en el plano internacional, que se realizaron desde el domingo 16 de febrero al jueves 12 de marzo de 2020, a raíz de que la Junta Central Electoral suspendiera las elecciones municipales por primera vez en toda la historia. Esta decisión se debió a errores presentados por el voto automatizado en los colegios electorales de 18 municipios del país, durante los comicios, en los que se concentraba alrededor del 62% de los votos, a pesar de que los votos manuales, que también aplicaban en esas demarcaciones, se estaban realizando sin problemas.
La suspensión de los comicios generó un descontento que trascendió en todos los sectores sociales. Un grupo de jóvenes, a través de sus cuentas de redes sociales, llamaron a todos los dominicanos a congregarse en la Plaza de la Bandera, al pasar de los días y luego de que la Policía Nacional lanzara bombas lacrimógenas en contra de los manifestantes, se convirtió en una protesta masiva a nivel nacional. De esta forma, se buscó presionar a las autoridades de la Junta Central Electoral, órgano encargado de los comicios. en primer lugar para que renunciaran, pasando luego a que se investigara lo sucedido, se sancionara a los culpables y se realizaran unas posteriores elecciones transparentes.

## Antecedentes

### Elecciones primarias de 2019
Por primera vez en la historia, se realizan el 6 de octubre de 2019 las primeras elecciones primarias y simultáneas de la República Dominicana, haciendo cumplimiento de la recién aprobada Ley de Partidos 15-19. También fue la primera vez en la historia en la que en la República Dominicana se utilizó el voto automatizado. Si bien las elecciones fueron calificadas en su mayoría como exitosas, tanto por los que participaron en ella, como por organizaciones internacionales.
El mayor detractor de estas primarias fue el expresidente Leonel Fernández, quien después de perder las primarias internas de partido ante el candidato Gonzalo Castillo, acusó al sistema automatizado de haber sufrido un hackeo, el cual le introdujo un supuesto "algoritmo" que aumentó los votos de su contrincante. Si bien aún mantiene esta acusación, nunca presentó pruebas y posteriormente fue totalmente desmontada en el informe especial realizado por una alta delegación de la Organización de Estados Americanos.
Para buscar una solución a la desconfianza que existía con el voto automatizado, la Junta Central Electoral decidió dividir las elecciones municipales de febrero entre el sistema manual y automatizado, quedando este último solo en los municipios donde era más difícil el conteo de votos, debido a la gran población. Estos municipios equivalen a más del 60% del electorado nacional, mientras que el resto siguió votando con boletas.

### Suspensión de las elecciones municipales de 2020

#### La noche del sábado 15 de febrero
La noche anterior a las elecciones municipales del domingo 16 de febrero, varios técnicos de la Junta Central Electoral se encontraban trabajando con los aparatos del voto automatizado, sin que estos hubieran avisado con anterioridad a los delegados políticos. Luego de una reunión que duró toda la madrugada, se informó que había sucedido un fallo en las boletas de algunos recintos electorales, las cuales no mostraban a todos los candidatos, y se prometió resolver el inconveniente antes de las siete de la mañana, hora en que debían empezar las elecciones.
El ambiente previo a las votaciones se caracterizó por algunos hechos aislados de violencia (que tuvieron como resultado cuatro heridos) denuncia de proselitismo, con reparto de dinero y artículos del hogar, supuestamente para beneficiar los candidatos partido oficialista. Ante la situación, el presidente de la Junta había llamado a los partidos y sus dirigentes a que «mantuvieran la calma» y pidió que colaboraran para que las elecciones transcurran «en paz». 
Estas fueron las primeras elecciones en las que se elegían  a alcaldes, vicealcaldes, regidores, directores y vocales de distritos municipales y presidente, senadores, diputados el mismo año con tres meses de diferencia.

#### Suspensión de las elecciones
Para el domingo 16 de febrero, día de las elecciones, el problema seguía en la mayor parte de los colegios electorales, que no pudieron iniciar los comicios al tiempo estipulado. La Junta Central Electoral convocó una reunión de emergencia con los delegados de los partidos políticos y se esperaba que a primera hora el problema pudiera ser superado.
A raíz de lo ocurrido y después de una reunión, que llegó a filtrarse por las redes sociales, el pleno decidió suspender las elecciones en los lugares donde se tenía el voto automatizado, pero debido a la presión de la población, los medios de comunicación y redes sociales, el pleno que compone la Junta Central Electoral, en la persona de su presidente, Julio César Castaños, decidió que estas fueran suspendidas a nivel nacional, sin unanimidad de los Partidos.

Se hace muy difícil no practicamente inconveniente, suspender las elecciones en los grandes municipios del voto automatizado por los defectos que hemos mencionado en este momento y dejar abiertos 140 municipios que estarían pagando siendo justos, por los pecadores.
—Julio César Castaños, presidente de la Junta Central Electoral, el domingo 16 de febrero de 2020.

Este aviso fue realizado a las 11:11 de la mañana del domingo 16 de febrero, en una rueda de prensa dictada en la institución. Por primera vez, en República Dominicana, era suspendido un proceso electoral con la regularidad establecida por la Constitución, desde 1962, tras la caída de la dictadura de Trujillo.

## Crisis electoral

### Reacciones de la clase política
Varios grupos civiles constituidos, entre ellos Partidos, medios de comunicación, personalidades y la sociedad civil, mostraron su descontento a través de pronunciaciones, tanto en televisión como redes sociales. La entonces candidata a alcaldesa por el Partido Revolucionario Moderno, Carolina Mejía, se pronunció tras la suspensión de los comicios, a través de una rueda de prensa, en la que mencionaba que la sociedad estaba «observando» la clase política y que el comportamiento, tanto el de ella como el de los compañeros, debían estar a la «altura de las circunstancias» y, dependiendo de la respuestas, estas definirían cómo estarían escritos en la historia.
Por otro lado, el candidato a alcalde del Distrito Nacional por el partido de Gobierno, Domingo Contreras, estaba exigiendo que, a pesar de la suspensión de las elecciones municipales, se realizara un conteo de votos al momento del hecho y que estos sean colocados «bajo custodia». Las intenciones eran de que estas votaciones sean protegidas ya que Contreras aseguraba que la candidatura a la alcaldía del Partido de la Liberación Dominicana «era la mayor valorada en el Distrito Nacional y se perfilaba que ganáramos con mayoría abrumadora el proceso». El expresidente Leonel Fernández quien, en 2019, había declarado que un algoritmo había intervenido en las elecciones primarias abiertas del Partido de la Liberación Dominicana, aprovechó la situación para buscar validad su teoría de que las elecciones habían sido manipuladas en el 2019 y nueva vez, en el 2020, teoría que posteriormente fue desestimada en el informe realizado por la Organización de Estados Americanos.
Por su parte, Bartolomé Pujals, candidato a la alcaldía del Distrito Nacional por Alianza País y cual recuadro de candidato no aparecía en los dispositivos de voto automatizado, denunció el hecho como «acto fraudulento», al suponer sobre la evolución de los fallos que presentaba la modalidad digital de voto. El también abogado, pidió la suspensión de las primeras elecciones municipales. Fue, junto con Nuria Piera, el primero en exigir la renuncia de la Junta Central Electoral en pleno, alegando que «este proceso altera la democracia [...]». A la petición de renuncia, también se habían sumado el político, economista y exembajador Ángel Lockward, el presidente del Partido Reformista Social Cristiano, Federico «Quique» Antún y el candidato a presidente por Alianza País, Guillermo Moreno. Otros, como Carlos de Peña, del Partido Generación de Servidores, propuso además la dimisión del Presidente en funciones, Danilo Medina, en conjunto con la vicepresidenta, Margarita Cedeño.
En una vigilia convocada por el movimiento Bien Común a partir de las 6:00 p. m. en la Plaza de la Bandera el mismo día, el candidato presidencial por el mismo partido, Guillermo Moreno, en conjunto con militantes de otros partidos, como el candidato a diputado por la circunscripción 1, José Horacio; el regidor por la circ. 1 del Partido Revolucionario Moderno por el Distrito Nacional, Mario Sosa; y una fracción de la sociedad civil, se pronunció diciendo que «estamos ante un boicot electoral fraguado y, para hacerlo, se contó con niveles de participación del propio órgano electoral», al mismo tiempo que consideraba que el país se merecía unas elecciones «limpias y transparentes».

### Reacciones de los medios de comunicación
Tras conocerse la suspensión de los comicios y las situaciones que se venían produciendo en todo el país, diversas personalidades como los reconocidos periodistas Nuria Piera,Alicia Ortega, Huchi Lora, Altagracia Salazar y reconocidas figuras del entretenimiento como Sergio Carlo, Milagros Germán, Héctor Acosta, entre otros, alzaros sus voces al unísono expresando la indignación ante lo sucedido y haciendo hincapié en que era la primera vez que se suspendía un proceso electoral en toda la historia de la República Dominicana al momento de que exigían una investigación para conocer las verdaderas causas.  El 25 de febrero, el ex procurador fiscal y abogado constitucionalista Cirilo J. Guzmán, publicó un artículo en el diario digital ACENTO titulado: "Una Junta increíble"  en el que describió la falta de credibilidad que ostentaba la entonces Junta Central Electoral y el sentir del pueblo dominicano de que la misma debía renunciar.
Al mismo tiempo muchos jóvenes expresaban su indignación en las redes sociales, terminando en una convocatoria a una protesta pacífica en la Plaza de la Bandera frente a la sede de la Junta Central Electoral con la finalidad de exigir respuestas de lo sucedido, otro grupo exigía la renuncia del pleno de la JCE. Se considera que esta primera convocatoria donde asistieron unas pocas decenas de jóvenes fue el precursor de las manifestaciones masivas que se llevarían a cabo días después

### Reacciones de la sociedad civil
En otro aspecto, mientras los comicios fallaban hasta concluir como «suspendidas», la sociedad civil se estaba manifestando tanto en físico como en las redes sociales, generando una presión «sin precedentes», que luego tomaría forma forma de protestas pacíficas, por los jóvenes, quienes comprendían el 40.2% del padrón electoral. En la región norte del país, se estaban presenciando subversiones callejeras, que constaron de disparos, colocación de escombros y quema de neumáticos, principalmente en Moca y Santiago, en donde el último tuvo enfrentamientos entre «encapuchados» y agentes de la Policía Nacional. También, a través de las redes sociales circularon videos de manifestaciones ocurridas en los sectores de Mendoza, Villa Carmen, en Santo Domingo Este; los Guaricanos, Santo Domingo Norte y Villas Agrícolas, específicamente en el municipio de Navarrete.

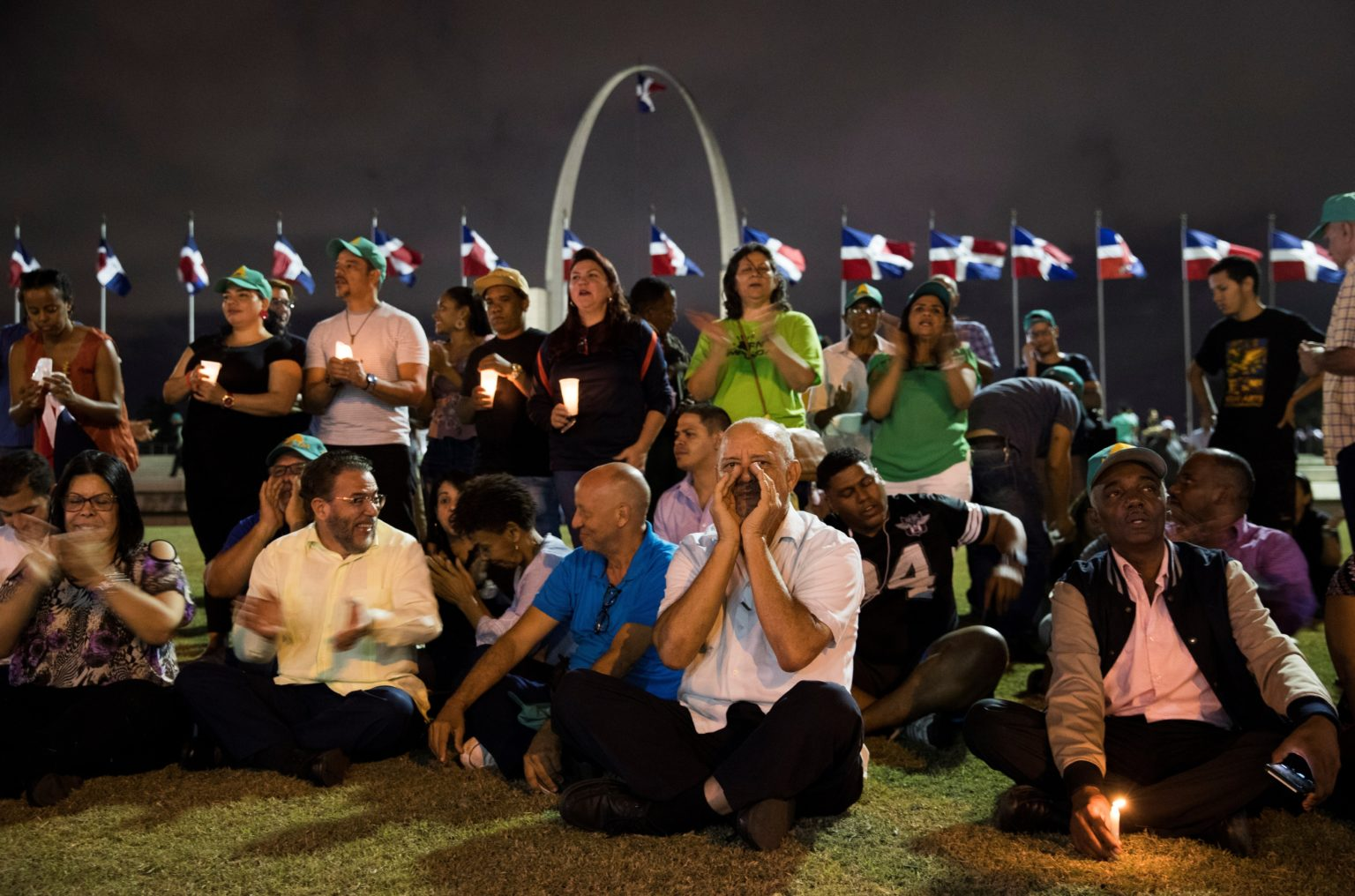
Vigilia del domingo 16 de febrero en la Plaza de la Bandera.

En digital, consternó el costo de las elecciones municipales, ya que sobrepasaban los «tres mil millones de pesos», asignados por el Ministerio de Hacienda para la organización de las elecciones. RD$3,182,900,000, equivalentes a 58,897,731 dólares. A eso, se le suman las 55,000 máquinas de votación adquiridas que bien pudieran «no volver a utilizarse», a un costo de 19 millones de dólares, desembolsados a la empresa Digiworld, quien en ese entonces fue la ganadora de la licitación. Julio César Castaños Guzmán había expresado que las elecciones municipales costarían al país de 4 mil 62 millones de pesos dominicanos. Una ONG recaudadora de fondos realizó una comparativa de cuántos actos filantrópicos se pudieron haber realizado con estos fondos, como por ejemplo construir 10,600 casas para familias, 600 trasplantes de hígado, 159,000 sesiones de quimioterapia y 530,000 pintas de sangre.
Para Participación Ciudadana, entidad representativa de la Sociedad Civil ante los comicios en general de todo el territorio nacional, los errores surgidos son una muestra de que el voto automatizado es un fracaso y no debe ser utilizado. Contrario a lo que exigían otros sectores, que atendían y secundaban la renuncia de los miembros de la Junta Central Electoral, este movimiento cívico mantuvo su posición en que el pleno de la Junta Central Electoral debía de terminar su trabajo en este proceso electoral.
Mientras tanto, el movimiento cívico de tendencia izquierdista «Somos Pueblo RD» fungió como «buzón del pueblo», compartiendo los recursos audiovisuales que le enviaban sus seguidores a través de Instagram, Twitter y Facebook, utilizando las metodologías electorales propias del sondeo a boca de urna y la denuncia social en prensa. No obstante, al día de la suspensión su marca fue intervenida de forma desconocida en la página web del periódico Listín Diario, con la intención de interferir y causar conflictos entre los medios y las informaciones que brindaban.
En cuanto a consecuencias de índole mortal, la suspensión de las elecciones provocó conflictos que, en todo el territorio nacional, dejó dos muertos, entre ellos, un militante peledeísta de 31 años, en un colegio electoral ubicado en el sector de Los Guaricanos, en Santo Domingo Norte, y un seguidor del candidato a alcalde por el Partido Revolucionario Moderno, de nombre Sadán «Cocolo» Terrero, herido de bala en Barahona.

### Reacciones del empresariado
En un principio, el empresariado no se expresó ante la situación que consternaba la escena electoral y, al hacerlo, se mantuvieron neutros. Solo el expresidente del Consejo Nacional de la Empresa, Celso Marranzini, se manifestó en Twitter a través de cinco tuits, dirigiéndose a que la suspensión de las elecciones era un reflejo de la incapacidad del organismo electoral, lo que le hizo secundar la exigencia de renuncia de las autoridades que lo componen y el nombramiento de un «Junta Interina» que pueda desarrollar el próximo proceso electoral:
A todo esto, el Consejo Nacional de la Empresa, conocido con las siglas CONEP, hizo un llamado a las autoridades conjuntamente con la clase política y los sectores sociales y económicos, para actuar «acorde a las circunstancias e iniciar un diálogo que permita los acuerdos necesarios para la continuación del calendario electoral, el respeto a la voluntad popular y la plena vigencia del sistema democrático», mediante un comunicado. A este, se le unió Manuel Cabral, vicepresidente ejecutivo de la Asociación Dominicana de la Industria Eléctrica y César Dargam, vicepresidente del CONEP, sin embargo, otros empresarios como Felipe Vicini, del Grupo INICIA, señalo que entre el Partido de la Liberación Dominicana y el Partido Revolucionario Moderno, iban a empezarse a «señalar con los dedos».

### Reacciones de la comunidad dominicana en el extranjero

Países y número de veces que las comunidades de dominicanos protestaron.

En cuanto al ámbito exterior, la suspensión de las elecciones municipales «dio un duro golpe a la imagen de República Dominicana frente a la comunidad internacional» según tuiteó el alcalde por el Distrito Nacional de aquel entonces, David Collado, a lo que tildó como un reflejo del «quiebre institucional» que hay en el país en torno a sus instituciones y sus procesos electorales. del mismo modo, manifestó que «reconocía el esfuerzo de miles de ciudadanos que se levantaron con la ilusión de votar ordenadamente por sus candidatos; por todos ellos debemos juntos como sociedad responder con transparencia y celeridad para retomar el proceso eleccionario municipal en el menor plazo posible».
No obstante, el congresista Adriano Espaillat, senador por el distrito 31 de la cámara alta de la Ciudad de Nueva York, había exigido la renuncia del presidente de la Junta Central Electoral «ante su incapacidad de organizar, dirigir y llevar, en buen término, las elecciones municipales que se celebraban en la República Dominicana» en lo que fuese un comunicado de prensa. En el mismo, también recordó las «trabas» que les puso Julio César Castaños para permitir el voto de los dominicanos en el extranjero y emitió una alerta de seguridad por un posible brote de violencia, producto de la suspensión.
En palabras exactas, el congresista se dirigió: «La democracia es una enorme conquista del pueblo dominicano luego de la tiranía de Trujillo, que socavó las libertades civiles durante 31 años. En el país, el sistema democrático se ha caracterizado por ser amplio, participativo y transparente, y es deber de la JCE trabajar para que en cada proceso electoral la democracia salga más fortalecida. El fracaso de esta JCE dirigida por Castaños Guzmán empezó con su decisión intransigente de dejar sin el derecho al voto, en las pasadas primarias para elegir a los candidatos a diputado de ultramar y a los candidatos a la Presidencia de la República de cada partido político, a más de medio millón de dominicanos y dominicanas inscritos en el padrón en el exterior, coartando sus derechos constitucionales de elegir y ser elegible desde el exterior, tal como lo establece el artículo 22 de la Carta Magna. [...] Nos unimos a la Embajada de los Estados Unidos en la República Dominicana en su llamado a sus ciudadanos a mantener la calma, y evitar multitudes donde se pueden producir protestas y demostraciones».
Por otra parte, desde las redes sociales, el descontento de la diáspora siguió manifestándose. Al congresista, también se le agregaron el doctor Rafael Lantigua, la comisionada de los Derechos Humanos en el Estado de Nueva York, Ángela Fernández, los asambleístas Carmen de la Rosa, Víctor Pichardo, Karina Reyes y el concejal por el Alto Manhattan, Ydanis Rodríguez. Asimismo, las seccionales de las organizaciones Al País, Partido Revolucionario Moderno, La Fuerza del Pueblo. Criollos en diferentes lugares del Alto Manhattan (bodegas, barberías, salones de belleza, restaurantes, consultorios, paradas del transporte público) hablaron, comentaron y analizaron la situación, principalmente refiriéndose a un intento de «fraude».
A partir del martes 18 de febrero, la primera comunidad de dominicanos, en el exterior, en organizar temprano las protestas en sus residencias, fue la de la Ciudad de Nueva York, apoyados por Adriano Espaillat, el cual se pautó para el sábado 22 de febrero a las 4:00 p. m., entre la 181 St & St. Nicholas Ave en Washington Heights, donde se concentran muchos de los dominicanos de la diáspora. No obstante, la primera ciudad en protestar fue Zúrich, Suiza, el jueves 20 de febrero. Al otro día, le siguieron: Boston, Lawrence, ciudades de Massachusetts y Orlando, Florida, Estados Unidos; Santurce, de San Juan, Puerto Rico. Otros, como Toronto, Canadá, también habían fijado fecha temprano. En múltiples países las comunidades de dominicanos organizaron manifestaciones de solidaridad.[cita requerida]

## Cronología

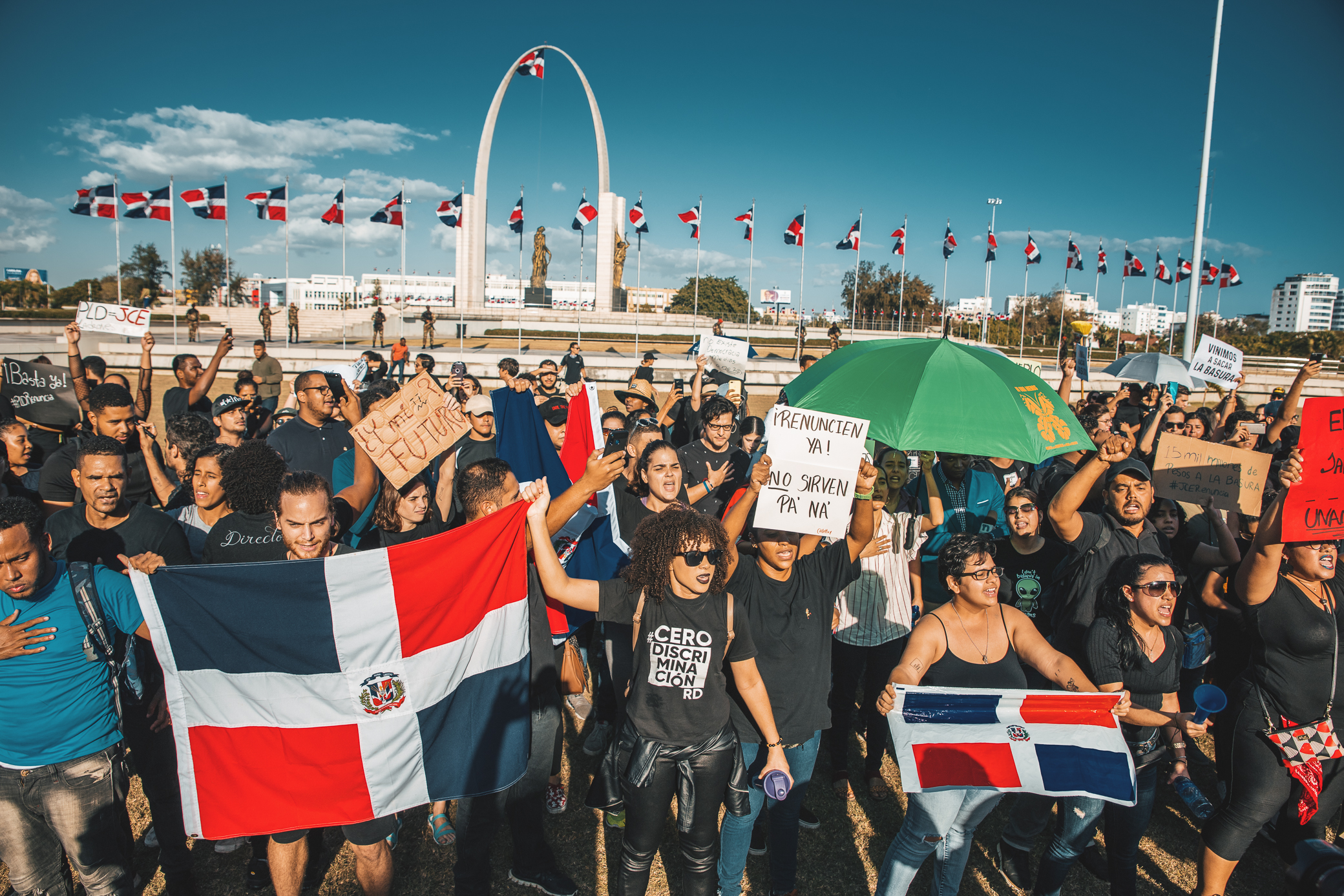
Primer día de protestas en la Plaza.

### Inicio de las manifestaciones juveniles
Desde el domingo 16 de febrero, en las redes sociales se había hecho público un anuncio que fijaba el lunes 17 de febrero a las 3:00 p. m. en la Plaza de la Bandera, como hora y punto de congregación para reclamar de «renuncia» de las autoridades del órgano electoral, aviso que fue atendido por la juventud.
Para las 1:30 p. m. del domingo, el diseño de tonalidades grises, con un mensaje que escribía: «¡Mañana 3:00 pm! frente a la JCE a reclamar nuestros derechos frente a este atropello a la democracia y nosotros como ciudadanos», circundó las cuentas de redes sociales de los dominicanos, entre la tarde del domingo 16 y la mañana del lunes 17 de febrero. De este llamado, se hizo eco la actriz Cheddy García y, al otro día, la agrupación cívica «Somos Pueblo RD» y el Partido Alianza País, entre otras personalidades, que lo compartieron de forma masiva. Este último, compartió la publicación, mencionando que se unían «en apoyo a las movilizaciones pacíficas que emergen desde el corazón del pueblo», sumándose «al llamado en contra de la democracia y permanencia del pleno de la Junta Central Electoral, pidiendo su inmediata dimisión». Rápidamente el movimiento adquirió de manera tácita un matiz político-ideológico, al posicionarse en el espectro opositor al gobierno del Partido de la Liberación Dominicana y a favor de la opción más segura para enfrentarlo, el Partido Revolucionario Moderno y su candidato Luis Abinader; así como por otra parte empezó a relacionarse con ideas izquierdistas tras la irrupción y posterior control del movimiento de parte de colectivos como Marcha Verde, Somos Pueblo RD y el partido Alianza País.
Llegado el lunes 17 de febrero, los alrededores de la sede de las elecciones amanecieron seguridad reforzada, tanto en la entrada como en la Plaza de la Bandera. Agentes de la policía militar electoral estaban colocados en la entrada y salida de la Junta Central Electoral, en contraste al domingo anterior, que no tenía esas áreas resguardadas. En la Plaza de la Bandera se el número de agentes distribuidos era mayor, a lo largo de su terreno. A las 8:32 de la mañana en el programa «El Gobierno de la Mañana» de la Z 101, el presidente del Partido de la Liberación Dominicana, Temístocles Montás, al preguntarsele que por qué estaban tan seguros de que las elecciones estaban «ganadas» por su Partido, respondió que, con respecto al sistema de votaciones, el Partido de gobierno posee una estructura que le permite conocer «hora por hora» por quiénes y por cuáles partidos votan los ciudadanos.
Estas declaraciones consternaron los medios tradicionales y digitales. 24 horas luego de la suspensión, La institución electoral anunció que las postergación de las elecciones sería para el domingo 15 de marzo, calificándolas de «Elecciones Extraordinarias Generales Municipales» y con voto manual, y tomando la decisión sin consulta de Partidos. Cabe destacar que en el mismo acto, el pleno de la institución recibió a la Misión de Observación Electoral de la Organización de los Estados Americanos, encabeza Eduardo Frei, jefe de misión y expresidente de Chile, quienes realizarían un informe sobre la suspensión de los comicios. En horas de la tarde, Temítocles fue abordado por los medios, en donde aseguraba que las elecciones municipales fueron «saboteadas», sin mencionar culpables, y que esto debía ser investigado por la propia Junta Central Electoral.
Ya en la Plaza de la Bandera, desde las 3:00 p. m., las consignas más altisonantes eran: «¡el pueblo cumplió, la Junta falló!» y «¡sin-vergüenza!», los cuales se hacían acompañar de pancartas, cacerolazos y bocinazos, estos últimos, propiciados por los conductores que circundaban por la rotonda donde se ubica la Plaza de la Bandera, en la que interceden las avenidas «Luperón» y «27 de Febrero». Varias personalidades participaron, durante la protesta del lunes 17 de febrero, junto con las casi 300 personas que se logró aglomerar durante el día. Entre ellas, destaca la rapera dominicana Melymel, quien desde las redes había comentado sus pensamientos en torno a la crisis electoral y se caracterizó por evitar que su influencia tergiversara sus intenciones patrióticas, cubriendo su rostro con la máscara de Guy Fawkes. A la artista, también le acompañaron José María Cabral, quien estaría participando y desarrollando un documental de la debacle electoral y su reacción; el cantautor alternativo Riccie Oriach, entre otras personalidades de la música, al mismo tiempo que los militantes Bartolomé Pujals, José Horacio Rodríguez y Minou Tavárez, de Alianza País, y Mario Sosa, del PRM. La protesta se extendió hasta las 10:00 p. m., en donde los manifestantes experimentaron una caída de la electricidad de 20 minutos en la Plaza de la Bandera, ya en horas de la noche. Aun así, estas circunstancias no lograron el cese del reclamo de los jóvenes frente a la Junta Central Electoral.

### De la división de clases al 176° aniversario de la Independencia

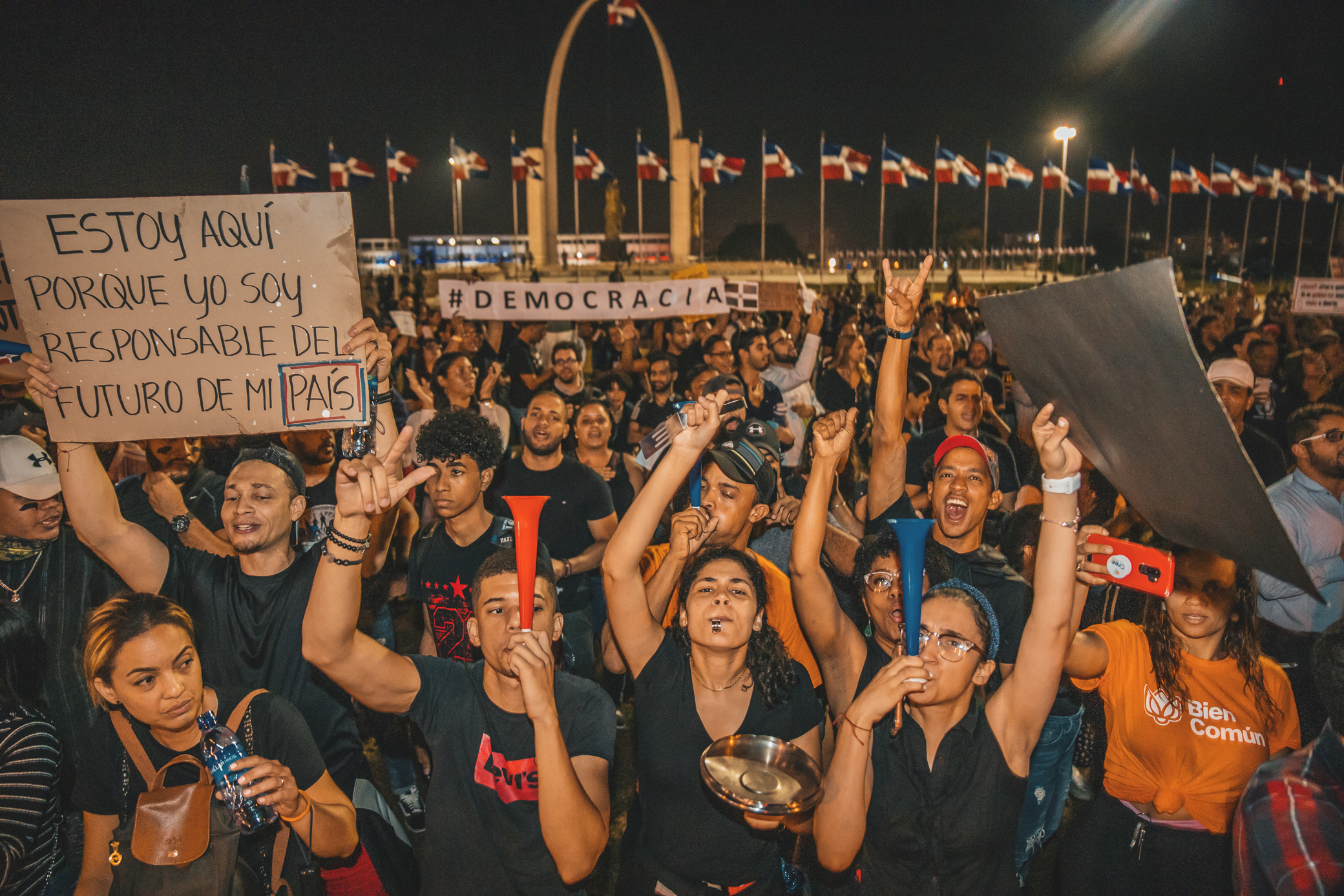
Segundo día de protestas en la Plaza.

#### La denominada «rebelión o revolución de los popis»
Los medios de comunicación estaban haciéndose eco de una conversación filtrada entre un Manuel Antonio Regalado, técnico de la compañía telefónica Claro y del coronel Ramón Antonio Guzmán Peralta, seguridad del candidato presidencial por el Partido Revolucionario Moderno, Luis Abinader, en el que se detallaba un intento de perpetración la Central de Claro en Herrera, con intenciones de «sabotear las elecciones». Según la conversación, Manuel Antonio Regalado le texteó al coronel Ramón Guzmán, que un «un coronel de apellido asiático, habría intentado penetrar a la central de Herrera, pero que no le fue permitido», a lo que Ramón respondió «bien». Una orden de arresto fue emitida por el Ministerio Público, sin la orden de juez de Tribunal Superior Electoral. Más adelante, en la conversación, Manuel Antonio mencionó que se trataba del subdirector general del Ministerio de Defensa, el coronel Koji Maruyama.
Santiago de los Caballeros se convirtió en la primera provincia en integrarse a las protestas, de forma espontánea y diariamente, a partir de las 5:00 de la tarde del martes 18, en el Monumento a los Héroes de la Restauración, el Parque Duarte y el de las Hermanas Mirabal, donde realizaban marchas conjuntas con protestas estáticas. Al principio, manteniendo la consigna de renuncia del pleno de la Junta Central Electoral, los habitantes voceaban «¡somos el pueblo y no tenemos miedo!» y «¡la juventud unida, jamás será vencida!». Por otro lado, este día también iniciaron las donaciones de refrigerios y atención médica por la antropóloga y activista Saudi García, quien comenzó la labor voluntaria bajo la consigna de que «¡no tenemos millones, pero si tenemos melones!». Por otro lado, Saudi creó recaudó fondos, que incluyen donantes de la misma diáspora, para suplir a los protestantes.
Durante las manifestaciones de Santo Domingo del martes, dos bombas lacrimógenas fueron lanzadas, en horas de la noche, atentando con las protestas que se realizaban pacíficamente, dentro de los límites de la Plaza de la Bandera. Estos hechos provocaron indignación en la opinión pública y un posterior susto en padres y madres de los jóvenes protestantes. No obstante, las protestas siguieron hasta las 11:00 p. m.. El teniente general Rubén Darío Paulino Sem, ministro de Defensa del país, había asegurado que destituiría a los culpables de lanzar las bombas lacrimógenas contra manifestantes frente a la Junta Central Electoral, ya que estos no tenían expresamente agredir a nadie y del que la Policía Nacional se desvinculaba. No obstante, la Organización de las Naciones Unidas, llamó a la «unidad y a la calma» en los manifestantes, para no agravar la situación.

#### Revisión y cambio de exigencias de los manifestantes
En una audiencia pública organizada por la Junta Central Electoral frente a delegados políticos, Julio César Castaños indicó que el organismo electoral tenía que «nacer de nuevo», ya que «había recibido muchos pésames, como si se hubiese muerto alguien», aunque luego dijo que sí murió la confianza. Agregó que la decisión de suspender las elecciones fue uno de los trances más amargos y más difíciles que ha tenido institución electoral alguna en República Dominicana.

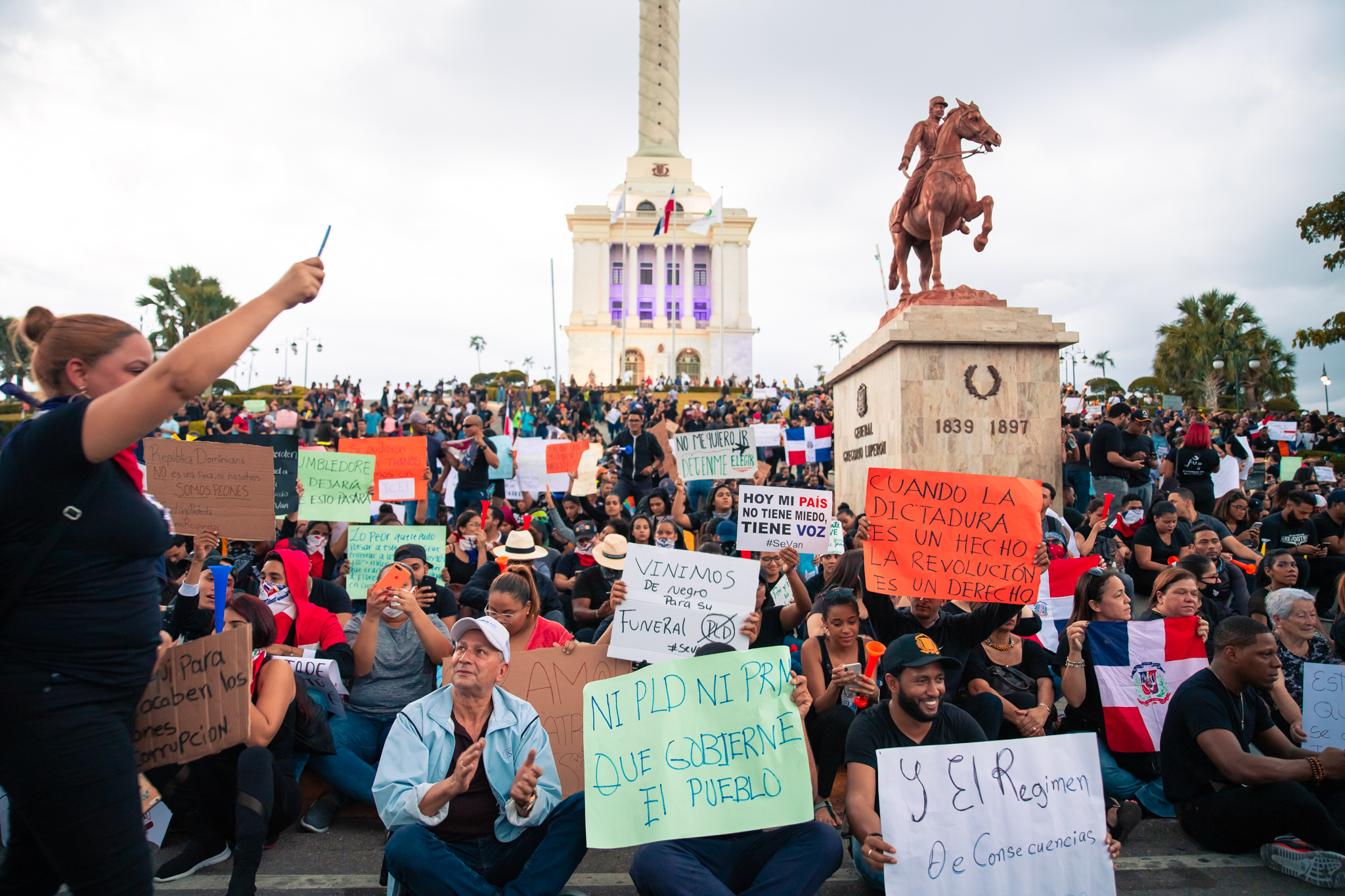
Tercer día, en el Monumento de Santiago.

En la misma, el presidente de la JCE afirmó que no participarían de la investigación para conocer el por qué de los fallos del voto automatizado, ya que el órgano de los comicios no «podía investigarse así misma», nombrando a la Fundación Internacional para Sistemas Electorales (IFES) y la Unión Interamericana de Organismos Electorales (UNIORE) para analizar las pesquisas. No obstante, no iban a renunciar. Advirtió que «la única manera» de dejar su puesto es por medio de un juicio político en el Parlamento. Al mismo tiempo, la oposición exigió abrirle una investigación al coronel Maruyama, por haberse visto involucrado en la conversación filtrada.

Para el miércoles 19 de febrero, las protestas se habían extendido para varias de las provincias del país, aparte de Santiago. entre ellas: San Cristóbal, La Vega y Jarabacoa, San Francisco de Macorís, Nagua, Higüey, Bonao y Moca. También, durante el día se agregaron Sánchez Ramírez, Samaná, Azua y Puerto Plata. Desde el mismo miércoles, ya se anunciaba las protestas del jueves 20, que comprendían a Puerto Plata, La Romana y San Juan de la Maguana. Las del viernes 21 en Baní y Monte Plata. Las del sábado 22 en Barahona, Barcelona (en España) y la Ciudad de Nueva York, y la del domingo 23, en principio, Toronto, Canadá, siguiéndole San Francisco, California y Miami, Florida.

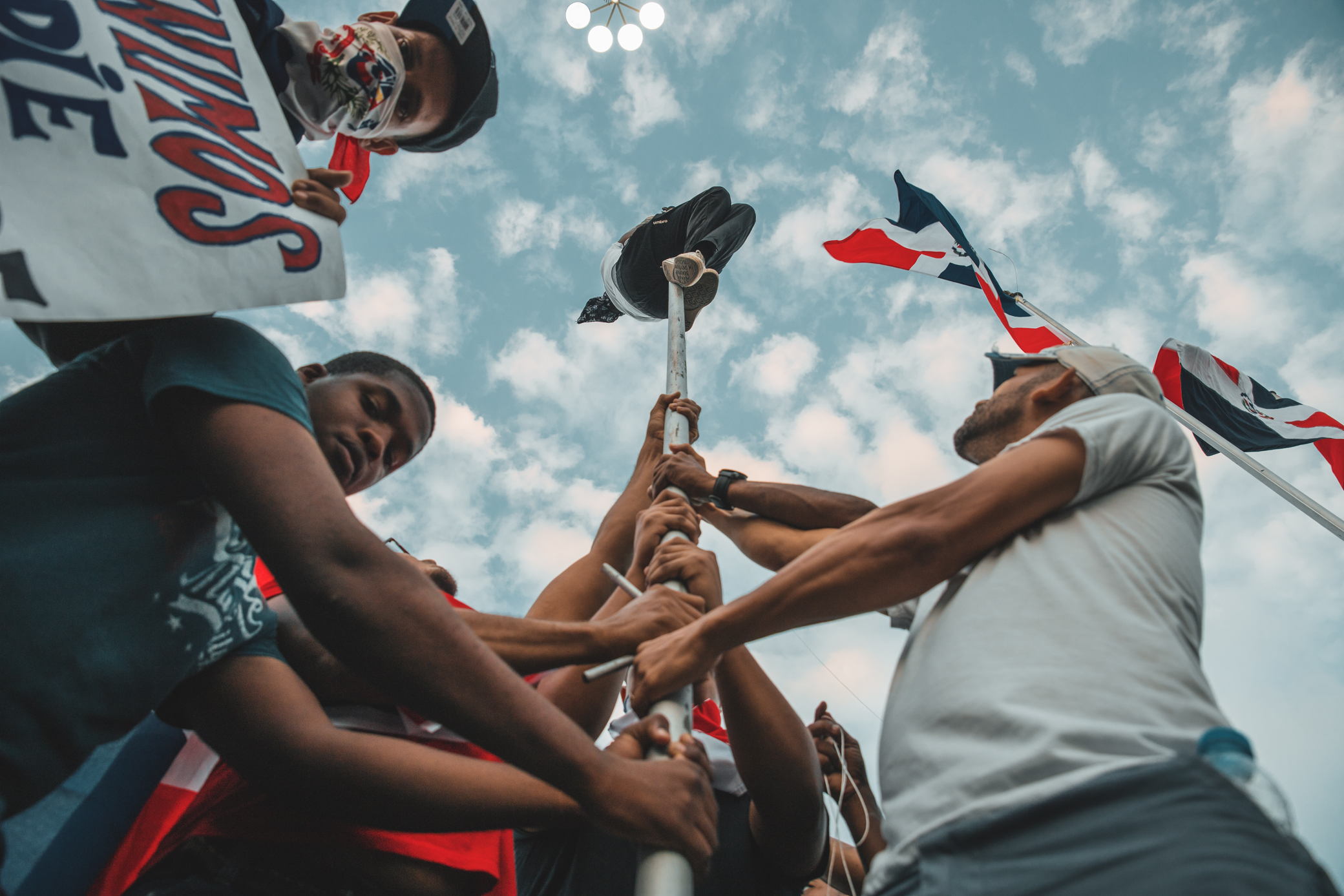
Protestantes sostienen el asta para izar sus propias banderas, como forma de protesta, después de ser removidas por las autoridades.

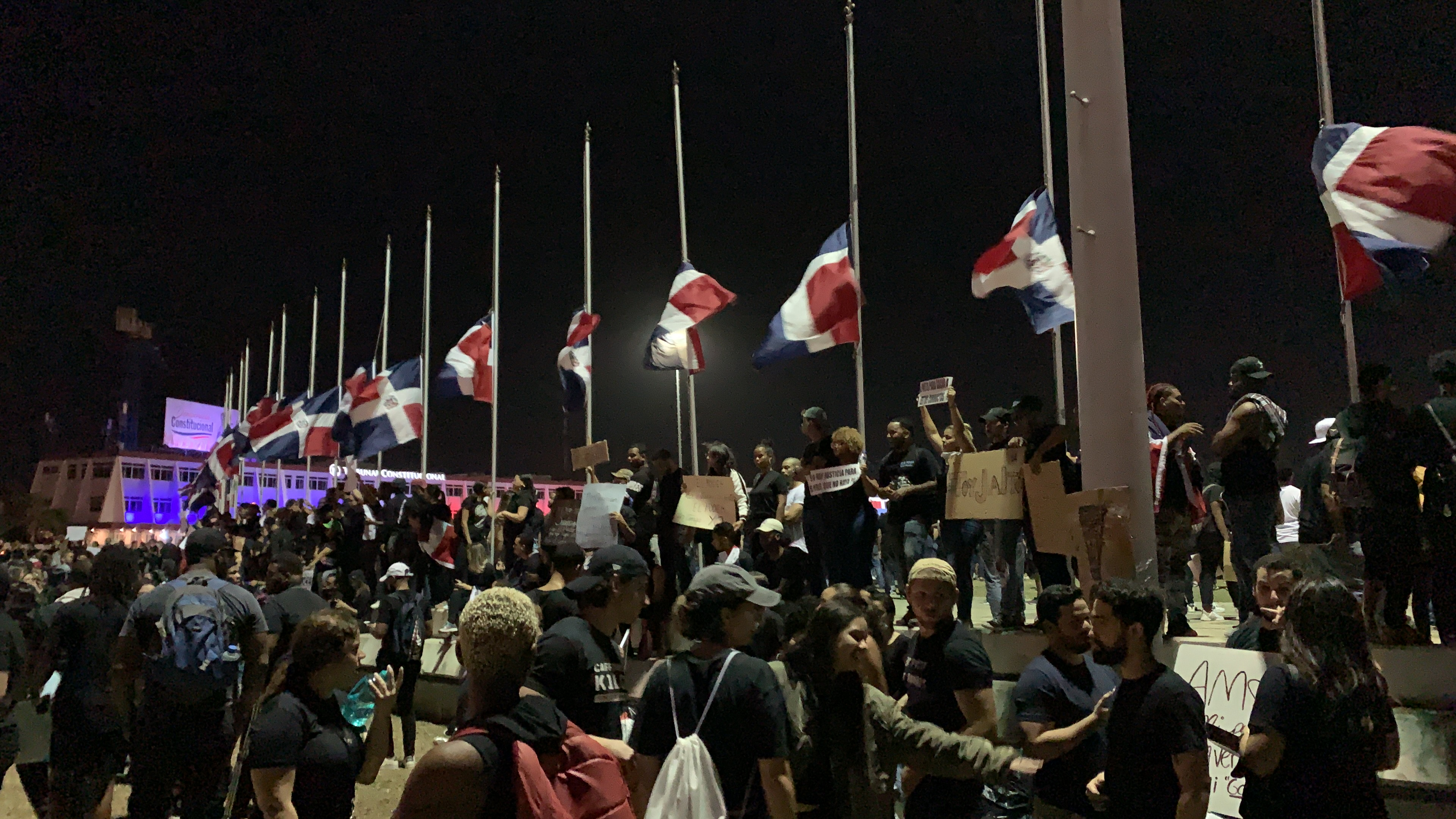
Banderas a media asta en la Plaza.

Ese mismo día, la Plaza de la Bandera acogió miles de protestantes. Sin menospreciar la espontaneidad que manifestaban los protestantes con pancartas, cacerolazos, pregones, toque de cornetas, tamboras y bailes, una de las primeras actividades que se realizó de forma organizada y en conjunto fue el denominado «Momento de paz», en el que durante 20 minutos (de 6:30 a 6:50 p. m.), todos los presentes se sentarían en el suelo sin hacer ningún tipo de estruendo. Esta idea, fue acogida por el 85% de los presentes, que fueron más de 2,000, en la Plaza de la Bandera. Por otro lado, en este día también destacó la expansión del radio de protesta y la colocación de banderas a media asta. En cuanto a la primera, entre las nueve y diez de la noche, los protestantes de la Plaza de la Bandera realizaron una marcha que inició desde el frente de la Junta Central electoral, caminando por el Tribunal Constitucional hasta el semáforo de la Av. 27 de Febrero, cubriendo toda la plazoleta y en la que se paralizó todo el tráfico.
En cuanto al segundo, otra de las acciones que aplicaron los manifestantes fue la de colocar las banderas dominicanas de la Plaza a media asta, específicamente las que quedan justo al frente de la sede de la Junta Central Electoral, como parte del reclamo y en referencia al «luto», pero de la democracia. Este cometido, que fue asumido como «vandalismo», repercutió de tal forma que, al siguiente día, las autoridades removieron todas las banderas de todas las astas de la Plaza, pero fue en vano. Varios de los protestantes tomaron sus banderas y las habían izado a media asta, a la par con telones negros del mismo tamaño. Estas acciones se mantuvieron durante días.
Cabe resaltar que una de las características principales de las protestas, aparte de la calidad en la que los jóvenes proliferaban con organización y seguridad, fue la limpieza. Personalidades y medios, principalmente, el Listín Diario, reconocieron este aspecto diciendo que a «pesar de que han permanecido desde tempranas horas de la tarde en los alrededores de la Plaza de la Bandera, se mantienen organizados y, después de las protestas, los manifestantes recogen los desechos sólidos para mantener el entorno como estaba anteriormente». Por otro lado, también lo fueron los «micrófonos abiertos», introducidos por la productora audiovisual Carla Faxas y replicado por otros grupos dentro de las protestas, en las que los presentes expresaban su parecer ante los fallidos comicios y el papel de la juventud con respecto a la recuperación de la democracia.

#### Extensión de las protestas y solidaridad internacional
Para el jueves 20 de febrero, se pudo constatar la «escucha» en las autoridades electorales ante el reclamo de los protestantes. Entre las decisiones, al cuarto día de protestas, se encuentran: la realización de investigaciones de asuntos electorales, por la UNIORE e IFES, de manera individual y paralela; la Organización de los Estados Americanos, junto con el IFES y «Participación Ciudadana», estarían siendo observadores y auditores; se plantearían reuniones de revisión del calendario electoral; los Partidos recibirían los suplementos correspondientes y sus daños serían restaurados; habría «transparencia, diálogo y respeto al voto secreto»; las boletas se mantendría igual; al momento de tener los informes de las investigaciones, la Junta Central Electoral procedería a formular cambios en sus responsabilidades y respetan el derecho de los protestantes a manifestarse. Por otro lado, la Junta Central Electoral suspendería a su director de Informática, Miguel Ángel García, como parte de sus garantías ante las investigaciones en curso.
En el día que anualmente se conmemora el Día Mundial de la Justicia Social, más de 50 comunidades de dominicanos, tanto del interior como el exterior, se habían incorporado a las protestas de los jóvenes, en diferentes fechas. Cabe destacar que, en el interior del país, se daban varias protestas en diferentes puntos, al igual que en el exterior, a los que se sumaron la diáspora de dominicanos en Argentina, Francia y varios estados de Estados Unidos y Canadá, que iniciarían a partir del sábado 22 de febrero.  
En cuanto a las ágoras de las provincias nacionales que se incorporaron, del jueves 20 de febrero, se encuentran: el Parque Hermanas Mirabal de Santiago; Parque Anacaona de Constanza; Parque de los Mártires de San Francisco de Macorís; Parques Duarte de Las Guáranas, Cotuí y Loma de Cabrera; la Gobernación de Higüey; Gasolinera Sunix de Bávaro-Punta Cana; Junta Central Electoral de La Romana y Bonao; Parques Central de Yamasá, Azua y Puerto Plata; Parque de la Biblia de San Pedro de Macorís; el Arco del Triunfo de San Juan, el Parque Municipal de Villa Altagracia y en el Ovelisco de Guayubín. Todos iniciando entre las 3:00 a 7:00 p. m. el jueves 20 de febrero, más tarde se añadieron la Plaza Padre Fantino de Sánchez Ramírez; Parque de la Victoria de Moca y Junta Central Electoral de Nagua. En el plano internacional, El Consulado Dominicano de Zúrich, Suiza, sería la primera ágora de protestas en el exterior.
Otra personalidad dominicana que mostró su solidaridad para con las protestas fue la Miss República Dominicana 2015 y actual presentadora de televisión del programa El Gordo y la Flaca, Clarissa Molina. La también exganadora de Nuestra Belleza Latina del 2016, en su versión vip, llegó a la alfombra roja de Premios Lo Nuestro sosteniendo una pequeña versión de la bandera dominicana y un escrito a marcador que leía el lema del escudo dominicano, «Dios, Patria y Libertad», los cuales mostró ante las cámaras y presentó mientras fue entrevistada, antes de incorporarse a la sala de premiación. Del mismo modo, Romeo Santos y Natti Natasha mostraron su apoyo.
En el mismo, «Somos Pueblo RD» detallaba siete acápites que, resumidos, prescribían: el establecimiento de un comanejo en la institución que permita a los observadores internacionales tener poder electoral para influir en las decisiones; la designación de acusadores privados que investiguen los delitos cometidos antes y después de los comicios del año presente; remover a los directores técnicos y de elecciones, y ser dispuestos para acusación; la revisión de juntas municipales y funcionarios de colegios electorales que permita involucrar a la sociedad civil de forma equilibrada; un consenso con la sociedad civil para la selección de un procurador electoral y, por cada municipio, los procuradores fiscales adjuntos, independientes de organización política y la transmisión en vivo de toda la audiencia y escrutinio de votos con los delegados de los partidos políticos hasta que acabe el periodo electoral.
Por otro lado, el viernes 21 de febrero se agregaban unas marchas en Boca Chica y en Monción, Santiago Rodríguez; protestas en la Junta Central Electoral de San José de Ocoa; Junta Municipal de Villa Riva, Duarte; Parque Juan Bosch de Imbert, Parque de las Banderas de Sosúa y Junta Central Electoral de Villa Montellano, municipios de Puerto Plata; Parque Mercedes de la Racha de Hato Mayor; Oficinas Públicas de Montecristi; Parques Duarte de Villa Tapia, Miches y La Vega; e internacionalmente iniciaron las protestas en la Plaza Central (frente a la Junta Central Electoral) de Orlando, Florida; en el 200 Common St. de Lawrence y el Mozart Park de Boston, ciudades de Massachusetts, la Plaza Cobian de Santurce, Puerto Rico, la estación central Jernbanetorget de Oslo, Noruega, la Plaza España de Valencia, España y una protesta de médicos dominicanos en Caracas, Venezuela.
En el plano internacional, la actriz dominicana Zoe Saldaña, mostró su apoyo a las protestas dominicanas bajo la consigna de que «El Pueblo Despertó», el viernes 21 de febrero. También, agregó que el 27 de febrero de 2020: «nos vemos en la Plaza de la Bandera Dominicana desde las 9am», en el que, en un principio, Zoe confirmaba su presencia en las protestas para el Día de la Independencia, publicación que fue replicada instantáneamente por todos los medios y usuarios. No obstante, al día siguiente, la actriz declinó cualquier tipo de asunción sobre su participación física en las protestas, pero que si las apoya desde su residencia en Estados Unidos. Según su padrastro, a la prensa dijo: «Zoe recibió un video y le hizo repost minutos antes de entrar a una prolongada reunión de la que aún no ha salido; ella será la primera sorprendida al ver la manera como se hizo viral su supuesto viaje que ratificamos, no será en ésta ocasión».
En la noche del viernes, se realizó la primera ronda de cacerolazos nacionales, de 10 minutos, desde las casas, organizado y promovido por el director de cine dominicano Ernesto Alemany. Esa noche, las cacerolas fueron las protagonistas, de 8:00 a 8:10 p. m., en todos los barrios y vecindarios de la ciudad de Santo Domingo, lo que permitió a todos aquellos que no pudieran asistir a las manifestaciones protestar en unidad con la causa nacional. Con el paso de los días, esta forma de protesta fueron replicadas hasta el sábado 14 de marzo y tendrían una trascendencia que elevaría las protestas a su punto álgido.
Para el sábado 22 de febrero, el rapero, compositor y activista puertorriqueño, René Pérez Joglar, más conocido como Residente, mostró su apoyo a las protestas del país hermano en una publicación en su cuenta de Instagram, en el que pedía que «no dejen que los políticos de la oposición entren a la marcha para ganar puntos». El músico urbano, quien había participado y logrado con éxito la dimisión de Ricardo Roselló como gobernador en las protestas en Puerto Rico de 2019, publicó su solidaridad para con los protestantes dominicanos, quienes estaban esperando su mensaje desde los primeros días. En el mismo, René, quien calificó el hecho de «aparente fraude electoral», mencionó varios objetivos que deben perseguir los dominicanos. Al igual que el rapero y desde Viña del Mar, Ricky Martín se solidarizó.
Conjuntamente, para el quinto día, las protestas en República Dominicana fueron manifestadas en Pedro Brand, Santo Domingo; en el Parque Duarte y Eugenio de Miches, El Seibo; en el Parque de la Victoria de Moca; en el Parque Central de Altamira, Puerto Plata y en la Plazoleta Juan Pablo Duarte de Barahona. En Estados Unidos: en la 200 17th St. del Noroeste de Washington D. C.; en la 216 Somerset St. de Filadelfia, Hamilton St. & 9th St. de Allentown y el Diamond Park de Hazleton, ciudades de Pensilvania; en el Occidental Square Park de Seattle, Washington; en la 181 St. & St. Nicholas Ave. de Washington Heights, en la Ciudad de Nueva York; en el Centro de Convenciones de McAllen, Texas; en el Aqua Longe de Tampa, Florida; en el Consulado Dominicano de Buenos Aires, Argentina; en Santiago de Chile; en el Paseo de la Reina de Lambeth, Londres; en la Plaza del Callao de Madrid, la Plaça de Seu de Barcelona, Cataluña y la Plaza del Castillo de Pamplona, Navarra, comunidades autónomas de España; en el Major's Hills Park de Ottawa, Ontario y el Vancouver City Hall, Columbia Británica, provincias de Canadá y en Cancún, México. Igualmente, fue constituido el colectivo «La Plaza Alzá», liderado por «Quisqueya Natural», Ingrid Luciano, Lauristely Peña y Matías Bosch.

#### Desvinculación con la Gran Marcha por la Democracia
En la mañana del jueves 20 de febrero y a cuatro días de protestas consecutivas, catorce partidos opositores convocaron a una «Gran Marcha por la Democracia» para el domingo 23 de febrero, el cual, desde las 9:00 a. m., partiría desde la Av. 27 de Febrero, esquina Av. Núnez de Cáceres hasta la Plaza de la Bandera, ágora en donde se estaban manifestando los jóvenes dominicanos, quienes tenían pensado seguir las protestas diariamente, en una primera tanda, hasta el 27 de febrero de 2020 (Día de la Independencia de la República Dominicana). Los partidos que, en coalición, realizaron este llamado fueron el Revolucionario Moderno, el Humanista Dominicano, los Dominicanos por el Cambio, el Frente Amplio, la Alianza por la Democracia, el Revolucionario Social Demócrata, el Reformista Social Cristiano, la Fuerza del Pueblo, la Fuerza Nacional Progresista, el Bloque Institucional Social Demócrata, el Partido Quisqueyano Demócrata Cristiano, el Partido Unidad Nacional y Alianza País.
Rápidamente, esta intervención de este sector político generó un descontento en los protestantes que venían manifestándose desde el primer día, ya que las mismas se estaban celebrando de manera apartidista y estos no querían que sus protestas tomaran una imagen politizada. 
Ante este hecho, la coalición de partidos opositores llegaron a cambiar la ruta de la marcha e incluso, una llegó a desligarse de la misma, ya que se habían tergiversado sus objetivos. La causa principal de este cambio fue la falta de respeto al espacio de protesta de los jóvenes que habían iniciado las mismas de forma apartidista, recalcado por la rapera Melymel, quien había comentado sobre una publicación de Luis Abinader en la que él mencionaba que «reclamaría pacíficamente como ciudadano»:

#### Los cacerolazos nacionales del domingo 23 de febrero
Aún cambiada la dirección de la caminata, los protestantes que desde el principio manifestaron su inconformidad en la Plaza de la Bandera, mantuvieron su posición de ausentarse el domingo 23 de febrero, ya que protestar en esa ocasión sería tergiversar sus objetivos con los de los partidos. A cambio de eso, orquestaron cuatro cacerolazos, a las 3:00, 6:00, 8:00 y 9:00 p. m. del día mencionado, los cuales se hicieron sentir en todo el país, principalmente en las plazas comerciales.
Habiendo sido pautado con varios días de antelación, en la mañana del domingo 23 de febrero fueron realizadas unas dinámicas de yoga «por la democracia», en la que participaron 200 personas, mientras que en Bahoruco se protestó en el Parque Central de Neiba. Por otro lado, en cuanto a la diáspora dominicana, estas se mantuvieron activas durante todo el domingo en Estados Unidos, Hawái, Canadá, México, Francia, Países Bajos, España, Alemania, Suiza, Puerto Rico y las Bermudas. En específico, comunidades de dominicanos inmigrantes se manifestaron en las playas de Perth Amboy, Nueva Jersey; en la Plaza B de Centereach, Long Island; en el Bayfront Park de Miami, Florida; en Broadway St. de Providence, Rhode Island; en la Plaza de las Naciones Unidas de San Francisco y el Consulado Dominicano en Los Ángeles, ciudades de California; en el Epicenter en Charlotte, Carolina del Norte y el Centro Comunitario Green Road de Raleigh, ciudades de Carolina del Norte; en el Parque Hermann de Houston, Texas; el Parque Forsyth de Savannah y el Smoke Free Shopping Plaza de Atlanta, ciudades de Georgia; en el Boston Common de Boston, Massachusetts; en el Cloud Gate de Chicago, Illinois; en Detroit, Míchigan; en la Plaza Cobian de Santurce, Puerto Rico; en la Plaza Dam de Ámsterdam, Holanda Septentrional; en el Monumento del Euro de Fráncfort, Alemania; en el anfiteatro Sa Riera de Palma de Mallorca, Isla Baleares; en el Puente Provencher de Winnipeg, Manitoba; en el Toronto City Hall de Toronto y el Major's Hills Park de Ottawa, ciudades de Ontario; en la 5500 Rue Fullum de Montreal, Quebec; en Calgary y Edmonton, ciudades de Alberta; en el Palacio de las Naciones de Ginebra, Suiza; en la Plaza de la Constitución de la Ciudad de México; en la Plaza de los Arcos de Querétaro; en la explanada del Trocadero de París, Isla de Francia; la Plaza de Bellecour de Lyon, Francia y un cacerolazo en Maui, Hawái.

#### Primeros intentos de mediación y manifestaciones en las universidades
Las protestas seguían en pie después de la primera semana, a la espera de la conmemoración del Día de la Independencia. Para el lunes 24 de febrero, el Consejo Nacional de la Empresa Privada (CONEP) y la Asociación de Jóvenes Empresarios (ANJE) propusieron un diálogo como método para mediar la crisis electoral, inmediatamente secundada por el ministro de la Presidencia, José Ramón Peralta, en pos de que la debacle electoral no tergiversara la gestión del presidente Danilo Medina, que en aquel entonces le quedaban siete meses para concluir. A la idea, titulada «Un voto por la democracia y por el país», estaban suscritas 97 organizaciones nacionales, entre ellos: gremios empresariales, sindicatos, academias y sociedad civil, entendiendo que suscribirse a este «gran acuerdo nacional», con todas los sectores productivos del país, fortalecería los fundamentos que mantienen el sistema democrático dominicano.
Sin embargo, el Partido Revolucionario Moderno, al igual que las masas protestantes, no estuvieron de acuerdo con esta involucración. En el congreso, diputados opositores descalificaron al CONEP como mediador de la crisis, ya que estos nunca habían aportado al desenlace de otros problemas del oficialismo y que ahora «vienen hacerse los graciosos proponiendo un pacto social», alegando a los empresarios les mueve solucionar crisis porque ellos «tienen mucho que perder» cuando se trata de revueltas ciudadanas. Por su parte, el expresidente del país y hoy dirigente del PRM, Hipólito Mejía, propuso al presidente del Consejo Económico y Social, Agripino Núnez Collado, como mediador. Al mismo, le secundó el candidato a presidente por el mismo partido.
El lunes 24 de febrero, aparte de las manifestaciones en la Plaza de la Bandera y un toque de bocinas para las 12:00 del mediodía, se desarrollaron protestas en La Vega, Jarabacoa y San Francisco de Macorís. Por otro lado, los estudiantes de la Universidad Autónoma de Santo Domingo se movilizaron con marchas dentro del campus, convirtiendo la zona en la segunda ágora de protestas en el Distrito Nacional, posteriormente organizándose bajo el colectivo de representación estudiantil «Team UASD». A partir de los primeros desarrollados del viernes 21 al domingo 23 de febrero, los cacerolazos se convirtieron en una manifestación nacional y accesible en la que participaban todos los sectores sociales. Para el lunes, destacaron los desarrollados a las 8:00 p. m.. por los estudiantes en las universidades privadas del país: la Universidad Iberoamericana, el Instituto Tecnológico de Santo Domingo, la Universidad APEC y la Pontificia Universidad Católica Madre y Maestra. Uno de los más resaltados fue el realizado en los comedores de la UASD, en la que cientos de estudiantes golpeaban las mesas y retumbaban cacerolas, platos y tenedores para protestar.
En la conmemoración del 204° natalicio de Matías Ramón Mella, el martes 25 de febrero, seguían las protestas en la Plaza de la Bandera y el Monumento a los Héroes de la Restauración en nombre del Padre de la Patria, mientras que en Galicia, España, comunidades de dominicanos se manifestaban en el Parque San Lázaro de Orense, al igual que en la Catedral de Colonia, Alemania. Por otro lado, un pequeño grupo de personas protestaron en el Metro de Santo Domingo, específicamente en la estación Juan Pablo Duarte, lo que provocó que la Oficina para el Reordenamiento de Transporte (Opret) se pronunciara ante estos hechos, diciendo que estas manifestaciones no estaban permitidas en estos espacios de transporte público, incluyendo el Teleférico de la ciudad. También, La Junta Central Electoral había utilizado la debacle electoral en una publicidad audiovisual que mostraba una representación de los jóvenes protestantes, para invitarlos a votar en las elecciones municipales extraordinarias, no obstante, estas, en la protestas de la Plaza y también en digital, con memes, fueron parodiadas por los mismos manifestantes.
En la tarde del mismo día después de terminar de protestar, mientras una madre y su hija se dirigían a su destino con sus pancartas en mano, fueron intimidadas por policías al estos asumir que protestarían en los alrededores del Presidente, quien reside en una avenida cercana a la sede de las protestas en Santo Domingo. La hija, Milagros Vilchez, grabó mientras fue agredida y arrebatada de su pancarta, la cual los policías rompieron, al final, y sin permitirles acceder a sus destinos por esa vía. En la noche, también fueron interceptadas cinco mujeres transeúntes y ciclistas miembros del colectivo «Masa Crítica por la Democracia». Estas acciones consternaron a todos los sectores, principalmente a los protestantes, quienes tuvieron la intención de mover las protestas a la casa del mandatario para el miércoles 26 de febrero, pero estas no fue concretado y pronto se llamó a la calma, ya que desviaban las intenciones iniciales de la manifestación. De todos modos, al otro día, el perímetro de la residencia de Danilo Medina fue custodiado y cercado con policías.

### El Trabucazo 2020

#### Organización y comunicación del evento
A las 12:00 de la medianoche del jueves 20 de febrero, el presentador de televisión y actor dominicano, Sergio Carlo, desde su residencia en Atlanta, Georgia, realizó un convocatoria en su cuenta personal de Twitter en el que pedía organizar la concentración de un millón de dominicanos en la Plaza de la Bandera el 27 de febrero de 2020, para protestar en el centésimo septuagésimo sexto aniversario de la Independencia de la República Dominicana que justo se conmemoraba once días después de la debacle electoral, con la ayuda de los usuarios y los organizadores de las protestas en República Dominicana.
Para el sábado 22, se publicó el primer anuncio formal que invitaba a los dominicanos el 27 de febrero desde las 9:00 a. m.. a protestar por unas «elecciones libres y transparentes, por el respeto a la voluntad popular y por el fin de la corrupción y la impunidad», en la cuenta de Instagram «El Antinoti», un programa digital conducido por Sergio Carlo y producido por Ariel Santana, Juan Carlos Álvarez, Salvador Ortiz y Oscar Almonte, en el que cuentan satíricamente los sucesos políticos en República Dominicana, a la vez que se burlan de sus actores con el fin de contar la realidad. En las protestas, fue uno de los medios digitales más activos, tanto en el interior del país, desde Santiago, como en el exterior, en Atlanta. A la vez, el presentador de televisión organizó y participó en las manifestaciones de la última localidad mencionada.
En las protestas y a partir del nombre dado a la celebración de ese día, el hashtag #Trabucazo2020 empezó a ser empleado por los usuarios manifestantes. A partir del lunes 24, empezaron a comunicar los acontecimientos que darían lugar al evento en la Plaza de la Bandera, a través de los medios de comunicación. Una de las primeras en confirmar su asistencia fue la presentadora de televisión internacional, Charytin Goico, el lunes 24 de febrero. La Rubia de América, como también se le llama, se había unido a las protestas con los cacerolazos, los cuales publicó en su cuenta de Instagram, a la vez que constataba su presencia el 27 de febrero. Al igual que ella, los artistas Marel Alemany, Janio Lora, Manny Cruz, Lo Blanquito, Techy Fatule, Eddy Herrera, Covi Quintana, Vicente García, Vakeró, Chiquito Team Band,, Javier Grullón, JJ Sánchez, Melymel, Riccie Oriach, El Poeta Callejero, Toque Profundo, Yiyo Sarante, entre otros, se agregaron a la lista, al igual que la escritora y cantautora Rita Indiana, el humorista Raymond Pozo y Juan Luis Guerra. También, varios de los colectivos y manifestantes de Santiago, San Francisco de Macorís, La Romana, Bávaro-Punta Cana, entre otros, organizaron viajes en bus para manifestarse en la sede. 
El martes 25 de febrero se anunció que el evento sería organizado bajo la modalidad de concierto y que necesitarían ayuda económica para la logística. Esto, bajó el entusiasmo de la comunidad digital, lo que incentivó un bombardeo de comentarios en contra de la actividad, en la cuenta personal de Sergio Carlo y en el «El Antinoti», al entender que este tipo de manifestación era entretenimiento, a la vez que no promovía la esencia del clamor ciudadano ante la crisis electoral y causaría la disgregación de los protestantes, habiendo muchos de ellos no participado de las mismas en los días laborables y esperando por el fin de semana para congregarse. Sergio se pronunció ante las críticas, aclarando que el dinero sería utilizado para el montaje y los equipos de sonidos a ser utilizados, al mismo tiempo en que explicaba que los conciertos son una forma de expresión que, si se organizan bajo la sensibilidad de los hechos, trascienden como manifestación y ayudarían a conglomerar la mayor cantidad de masa posible, siendo respaldado por Rita Indiana y hasta Ricky Martin.
Por otro lado, el merenguero dominicano Héctor Acosta, quien también había confirmado su participación en las protestas a través de las redes sociales, autoproclamó que sería quien entonara las notas del himno nacional en las tarimas del Trabucazo 2020 para «cantarle a los jóvenes que demandan de nuestras autoridades más transparencia, más justicia, más igualdad para toda nuestra gente». Sin embargo, esto tampoco fue bien recibido por la masa manifesrante, ya que «El Torito», como también le llaman, estaba juramentado como candidato a senador de la provincia de Monseñor Nouel, por el partido País Posible, por lo que su participación resultaría una promoción para su carrera política. A todo esto, Melymel, en atención a los reclamos de los protestantes y la esencia de la manifestación, le recordó amablemente al cantante su condición pública y que «a la marcha no van políticos», desmintiendo que el cantautor fuese contactado para realizar tal dinámica, por lo que el cantautor posteriormente se retractó.

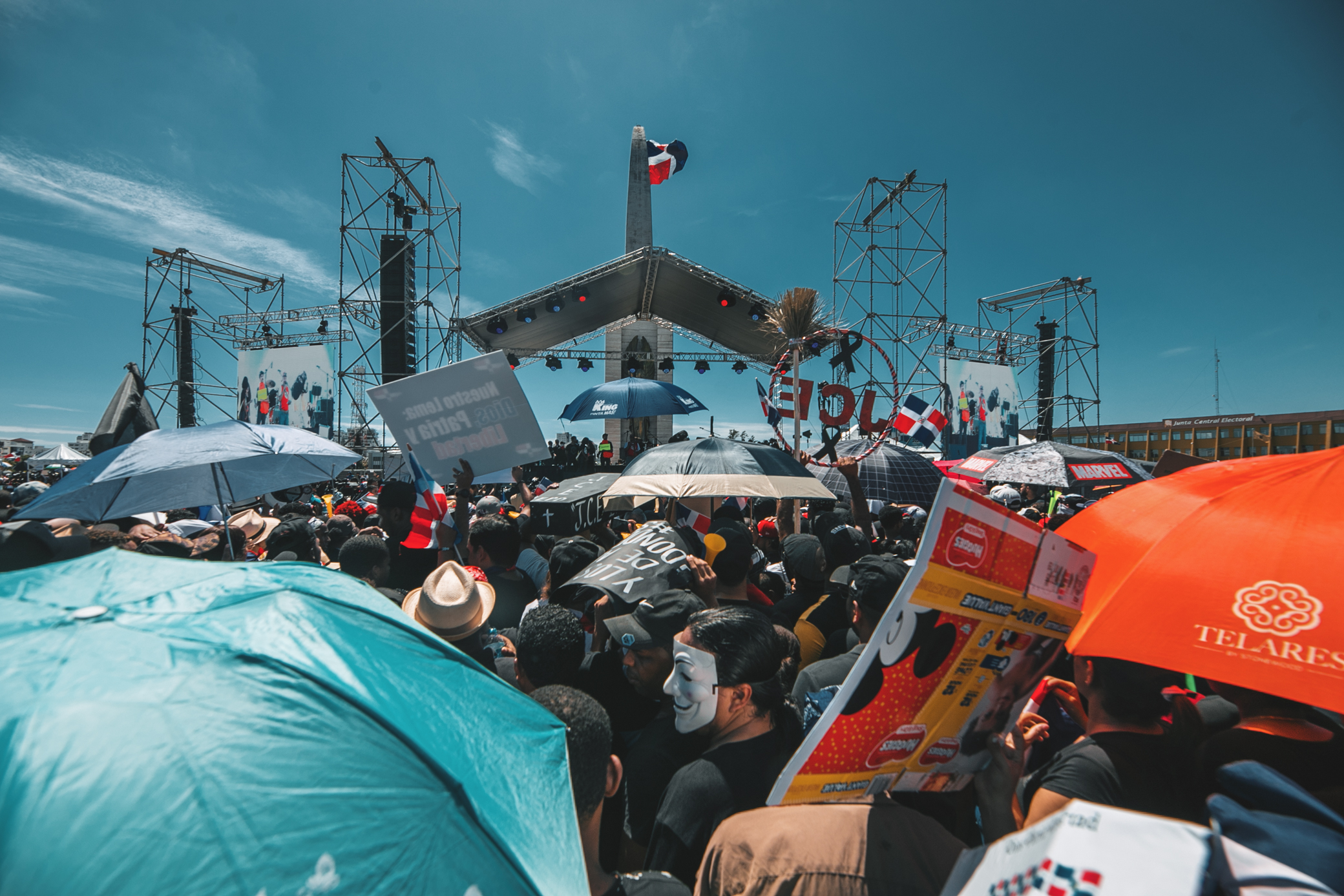
Tarima del Trabucazo 2020.

#### 176° aniversario de la Independencia Nacional
Como cada año, el presidente Danilo Medina exponía su octavo discurso de rendición de cuentas en el Salón de la Asamblea Nacional, en el que detallaba las obras importantes de su último mandato. El partido de la oposición no participó como cada año lo hacía, por la «la grave alteración del orden institucional y democrático en perjuicio de pueblo» que se sufrió tras la crisis electoral ocurrida 11 días atrás y en el que también denunciaban, a través de Alfredo Pacheco, vocero del partido, las constantes violaciones a la Constitución y las leyes, la limitación derechos fundamentales y la transgresión al principio de transparencia del sistema electoral.
La actitud adoptada por el PRM fue bastante criticada por los usuarios en digital, considerándolo un acto de intolerancia, a pesar de que mencionaron preferir escuchar la voz de la juventud. En la rendición, el presidente agradeció a sus «honorables senadores y diputados por su gran contribución», a la vez que mencionaba haber reducido «sustancialmente la desigualdad».
En cuanto al tema central, el Trabucazo 2020, que congregaba a la mayor cantidad de dominicanos posible, dio inicio a las 9:00 de la mañana en la sede de las protestas. A la llegada, mujeres agentes de la Policía Nacional y las Fuerzas Armadas recibieron con rosas a varios de los usuarios que se incorporaban a la Plaza de la Bandera, con motivo de la conmemoración del 176° aniversario de la Independencia Dominicana, en el que se juntarían dominicanos de todas las provincias y del extranjero. La tarima estuvo ubicada frente al Tribunal Constitucional de la República, del lado izquierdo de la Plaza, y tuvo como anfitriones a Nashla Bogaert y José María Cabral, dando inicio formal a las 11:27 de la mañana, y pronto aclarando que «con el “Trabucazo 2020” no concluye nuestra lucha».
Todas las figuras expresaron que querían respuestas ante lo sucedido con las fallidas elecciones del pasado 16 de febrero, sanciones y consecuencias para los responsables y que se garanticen unos comicios limpios el próximo 15 de marzo, en las elecciones municipales extraordinarias. Uno de los primeros en pronunciar su discurso, fue el periodista Marino Zapete, indicando que la juventud no es responsable del «desastre» que un «grupo ha asumido a la Patria» por medio de la corrupción y los gastos públicos que han realizado las autoridades. Para esto empleaba la expresión «¡qué culpa tiene la juventud!». El periodista exteriorizaba que la juventud no tenía la culpa que Quisqueya cuente con uno de los sistemas de educación media y básica más baja a nivel mundial. Comunicó que está generación «no tiene la culpa» de vivir en uno de los países más inseguros y corruptos a nivel mundial. Por su parte, Melymel, quien asistió principalmente en la logística y el detrás de escena, enfatizó que «nosotros vamos a votar, pero no nos vamos a olvidar».

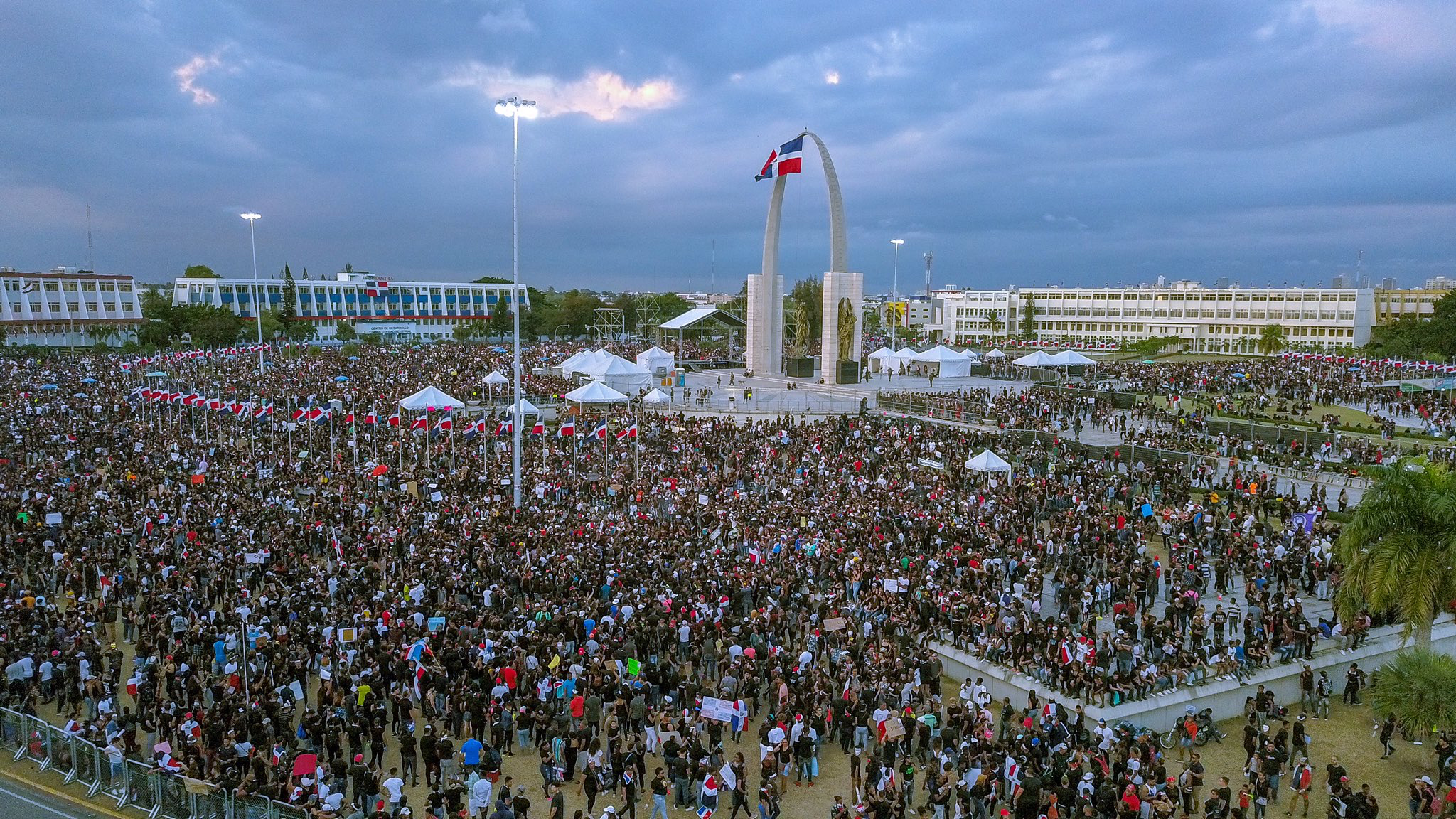
La Plaza de la Bandera después del evento.

Siguiéndole Charytin Goico y Milagros Germán. Esta última mencionaba que «la Junta Central Electoral y el Estado nos falló. No nos van a callar, no nos van a amedrentar porque no les tenemos miedo, porque el miedo se le acabó al dominicano hace muchos años, hace mucha sangre». Por otro lado, después de cantar para la Patria, Rafa Rosario, Alex Matos, Miriam Cruz y Eddy Herrera motivaron a los presentes a sufragar. Otras y otros también como Mariasela Álvarez, Huchi Lora y Rita Indiana, esta última interpretando su tema «El Castigador». Por su parte, Nuria Piera había señalado que «ese edificio de ahí —la Junta Central Electoral— nos ha dado por muchos años muchos problemas y eso no puede volver a pasar», en lo que fuere su primera pronunciación pública, en todos los años en que lleva ejerciendo el Periodismo, ante el detracto de la debacle electoral y sus autoridades.
Juan Luis Guerra, quien es reconocido por siempre reservarse en temas controversiales, acudió al evento por «el derecho de elegir a nuestros gobernantes libremente» y pidiéndole a todos los presentes «que siempre esté en nuestras bocas un canto para nuestra Patria», al mismo tiempo que interpretaba «Canto a la Patria» y «Ojalá que llueva Café». El laureado cantautor fue presentado por Covi Quintana y Manny Cruz. También, Eduardo Sánchez Tolentino, más conocido como «El Piro», hizo énfasis en los primeros ataques hacia los protestantes, mencionando que «nos tiraron bombas, pero venimos más gente. Si nos tiran más bombas, vamos a venir más gente», para terminar rapeando «esta lucha no se para ni con bombas ni con balas». Del mismo modo, tuvieron sus pronunciaciones las integrantes del colectivo «Por Ti RD» y la estudiante de Historia de la Universidad Autónoma de Santo Domingo, María del Pilar Socías.
En referencia a la Gran Marcha por la Democracia, en la que se unieron los partidos opositores para mostrar su inconformidad pública ante la debacle electoral, el humorista Carlos Sánchez se refirió al mismo diciendo que «al PRM, la alianza que hicieron con la Fuerza del Pueblo se la pueden comer con yuca, porque la Fuerza del Pueblo está dirigida por muchas cosas que hoy nos estamos quejando. Ese señor se llama Leonel Fernández». Ante esta declaración, el comediante aseguraba que el Partido Revolucionario Moderno se estaba enlazando con el creador de toda la corrupción que se está viviendo hoy en República Dominicana. Pronto, su mensaje fue rechazado por el público y los usuarios, quienes se quejaban de que politizaran en el evento. Por otro lado, mencionó también que el pueblo «había despertado» y que para un próximo gobierno, los dominicanos no quieren una «bazofia» de procurador como lo es el actual.
En cuanto a la diáspora, las manifestaciones fueron replicadas en 14 países para el 27 de febrero de 2020, aparte de República Dominicana, siendo estas: Estados Unidos (estados de Nueva York, Illinois, Texas, Nueva Jersey, Pensilvania, Luisiana, Massachusetts, Florida, Alaska, Rhode Island y Washington D. C.), España, Puerto Rico, Francia, Canadá, Suecia, República Checa, México, Brasil, Bélgica, Austria y Noruega, siendo canceladas en Italia y Alemania por brotes de coronavirus. En el país, aparte de la gran congregación del Trabucazo 2020 (en la que muchos ciudadanos del interior también se habían incorporado), también se manifestaron en las provincias de La Vega, San Juan, Barahona, La Altagracia, Puerto Plata, Santiago y Samaná. 
Por otro lado y como cada año, en República Dominicana se estaba celebrando un desfile militar encabezado por el Presidente en conmemoración a la efemérides, pero que no contó la asistencia de años anteriores. El Trabucazo 2020 logró amasar una cantidad de más de 118,000 protestantes y generar una afluencia que duró varias horas más después de finalizado el evento.
|              |
| En la Plaza. |

|                       |
| Sosteniendo pancarta. |

|           |
| «Se Van». |

|                     |
| Frente a la tarima. |

|                 |
| Estatua de JPD. |

|                     |
| Frente a la tarima. |

|                     |
| Frente a la tarima. |

|                     |
| Debajo del elevado. |